# Heliocopris felschei
Heliocopris felschei är en skalbaggsart som beskrevs av Hermann Julius Kolbe 1904. Heliocopris felschei ingår i släktet Heliocopris och familjen bladhorningar. Inga underarter finns listade i Catalogue of Life.